# 智轨

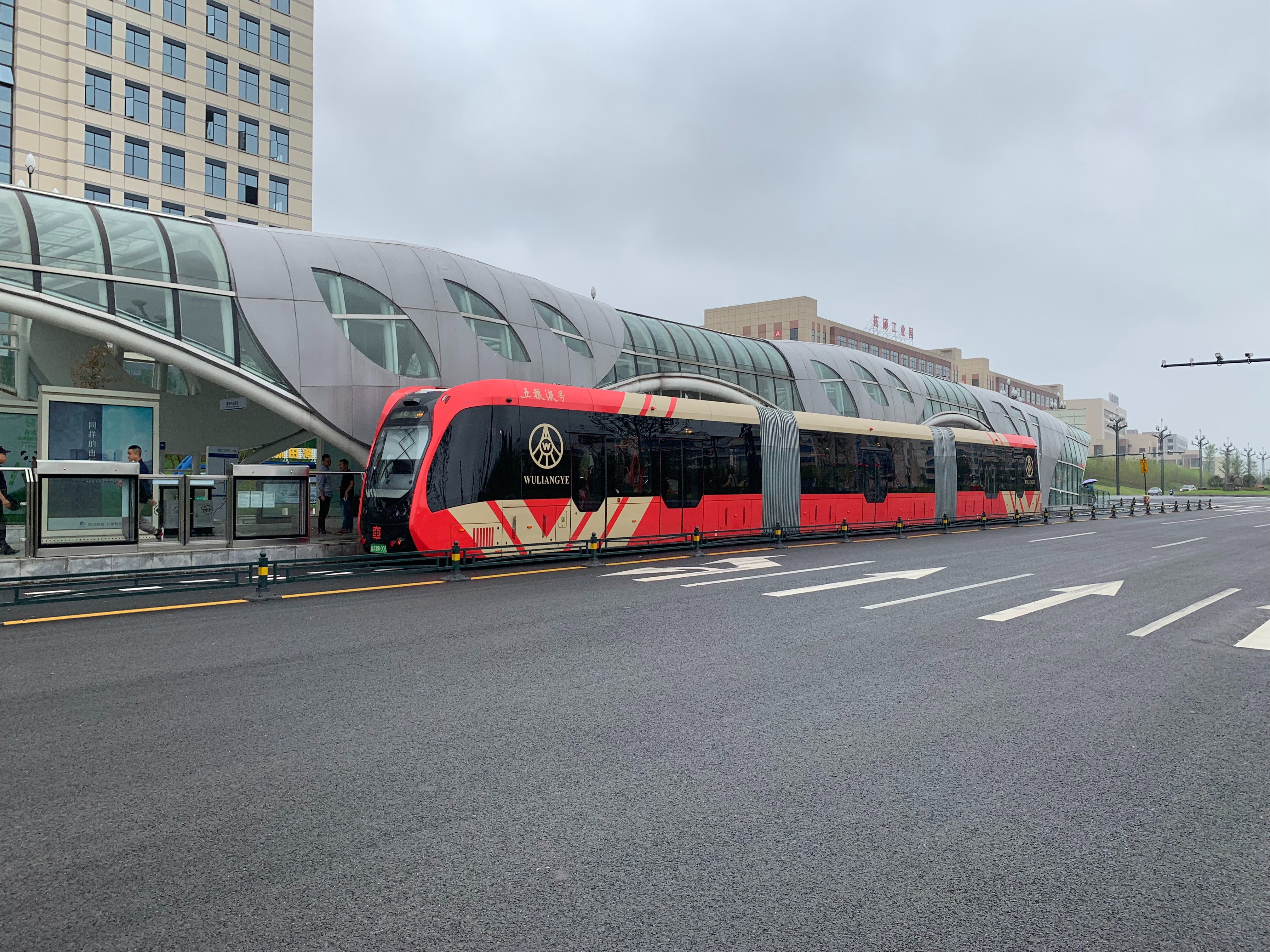
位于四川宜宾的宜宾智轨T1线列车

智轨（英語：Autonomous Rail Rapid Transit，縮寫為ART），全称智能轨道快运系统，又稱虛擬轨道交通，是中国中车研发的一款于路面行驶的结合路面電車、輕軌与快速公交特点的大眾运輸工具，設計與三節公車近似。该系统通过车载传感器识别地面绘制的虚拟轨道从而让列车自动跟随运行。目前該技術主要應用於中國大陸，但也在马来西亚運營；土耳其和阿联酋的智軌系統則正在試驗階段。

## 技术特点
智轨实际上运用的是电动公車技术，搭载磷酸铁锂电池。单次10分钟充电可供其行驶25公里，充电40分钟可满足其行驶55公里。智轨列车长31.46米，宽2.65米，最小转弯半径15米，爬坡能力13%，采用三节铰接编组，最高运行速度70km/h，载客量307人，并可通过无线重联技术提升到500人左右。智轨线路不需要独立敷设实体轨道，只需在市政道路绘制定位标识，并与普通行车道做好隔离，便可供智轨列车运行。智轨列车上搭载有多种传感器，通过识别地面定位标识，自动调整列车运行状态，实现自动化跟随运行。列车亦搭载有多种主动安全传感器，以避免运行时其他车辆或人员侵入轨道导致事故。此外，智轨列车也常常与智能红绿灯系统所搭配，以满足智轨列车的优先路权。

## 應用

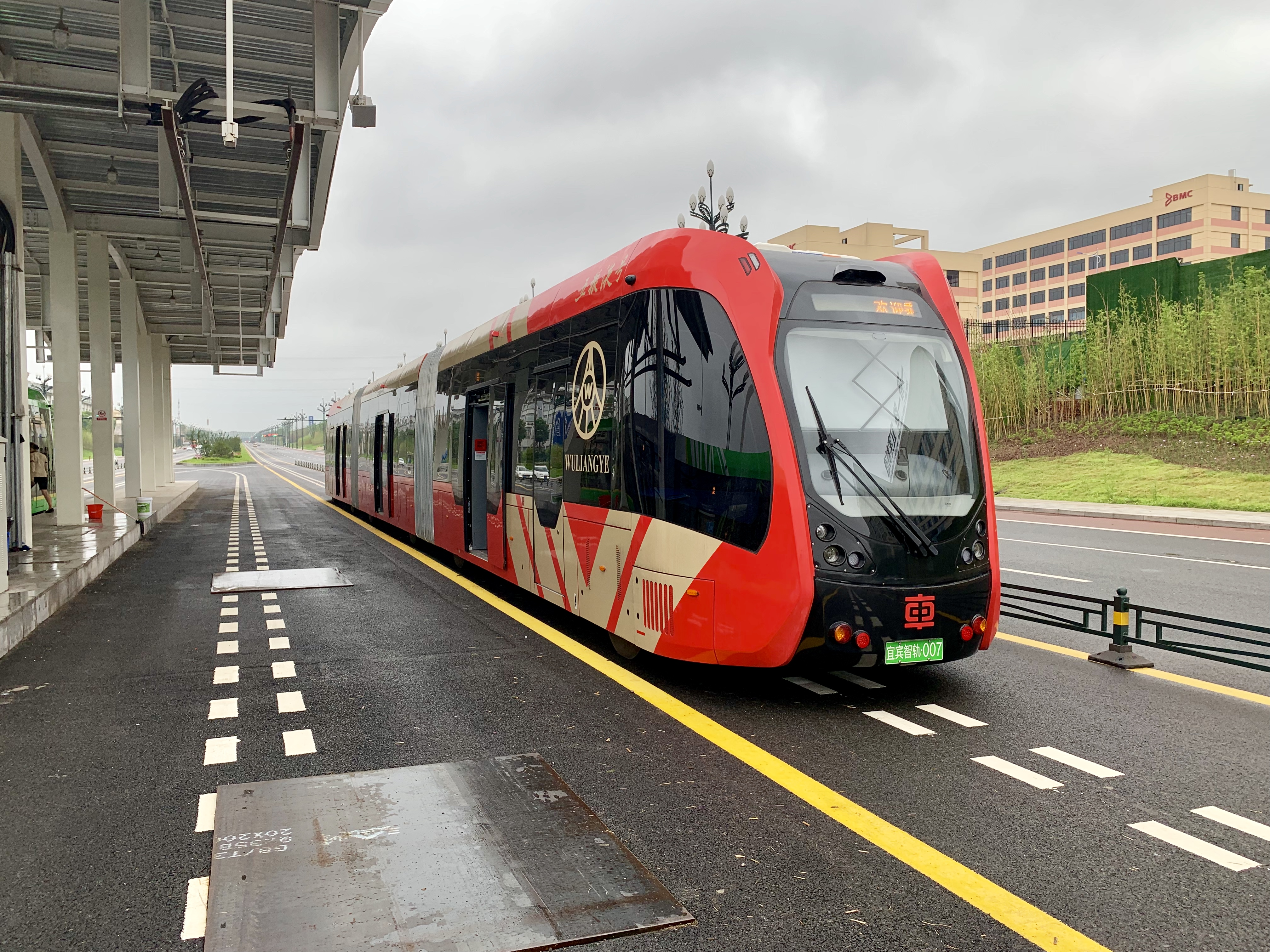
宜宾“五粮液号”广告涂装智轨列车
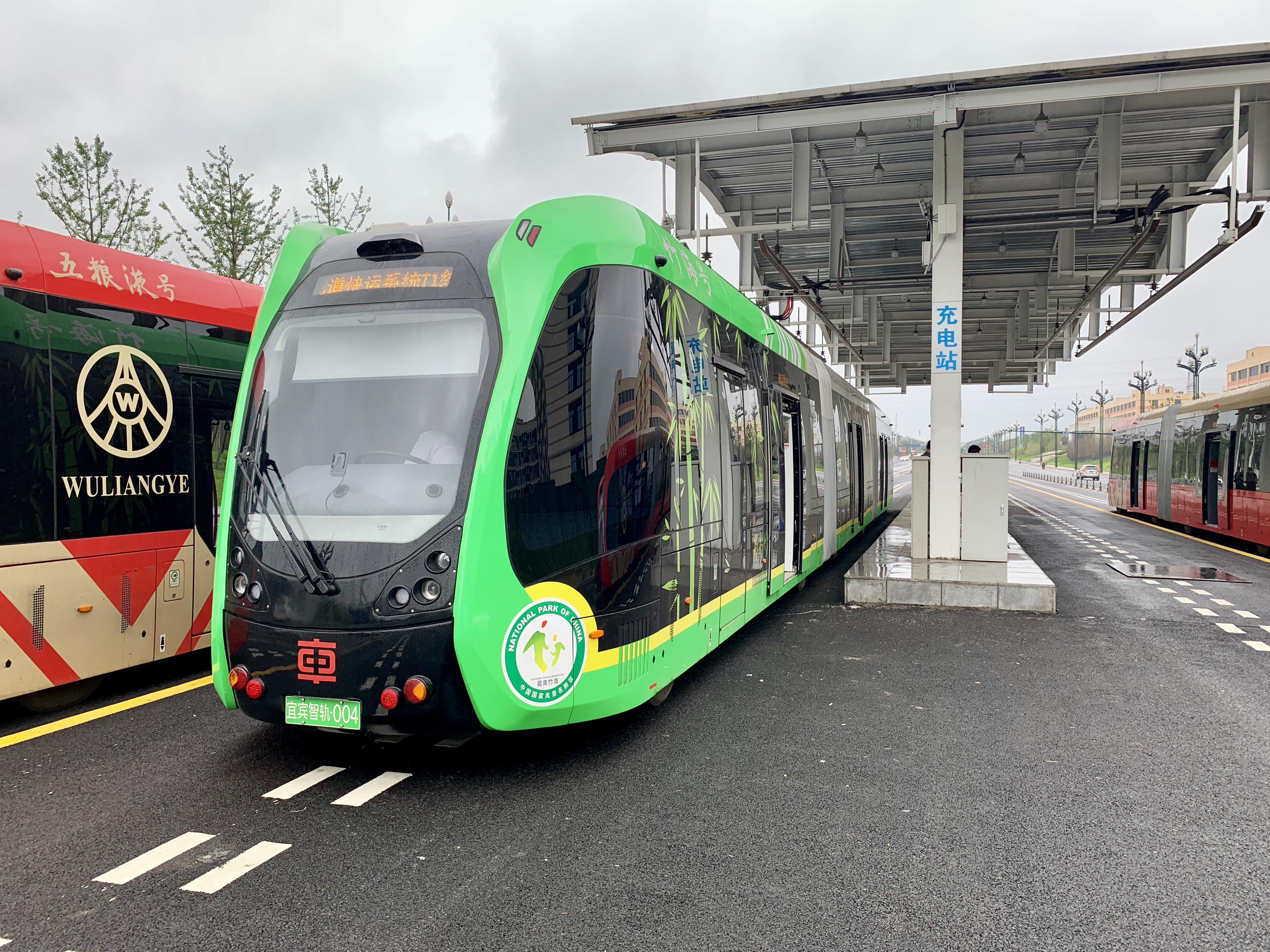
宜宾普通“竹海号”绿色涂装智轨列车
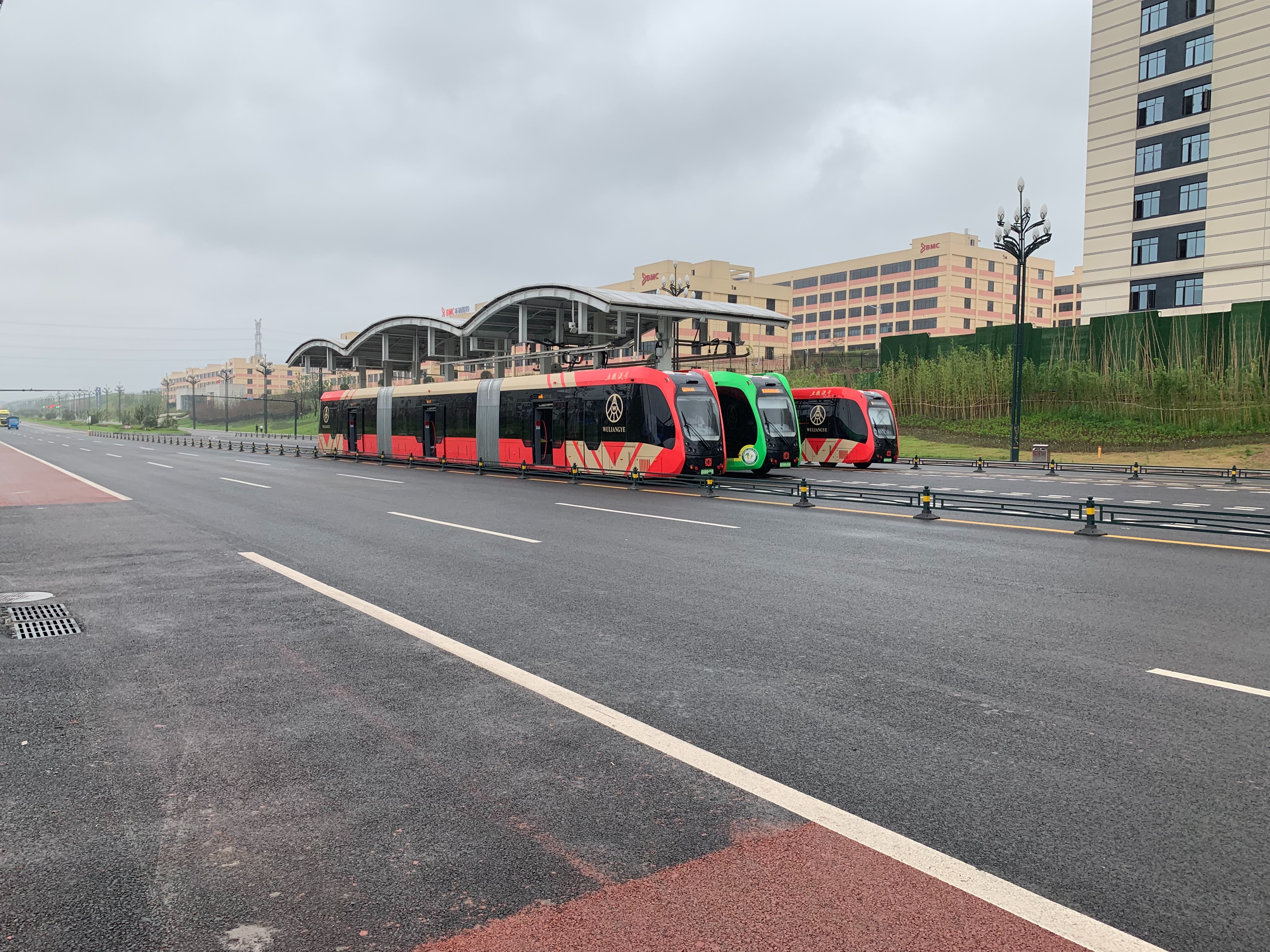
充电中的宜宾智轨列车
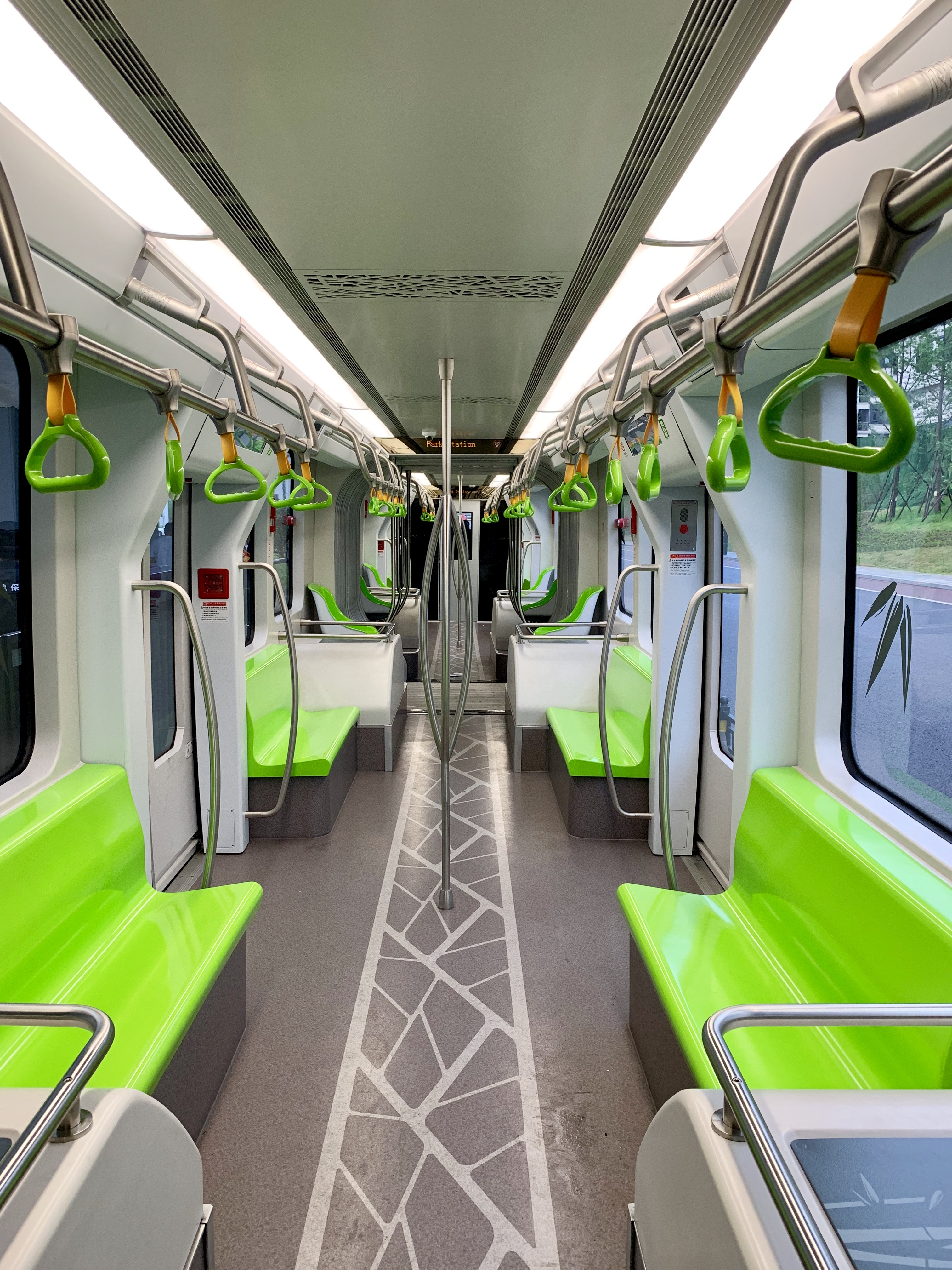
智轨列车内部
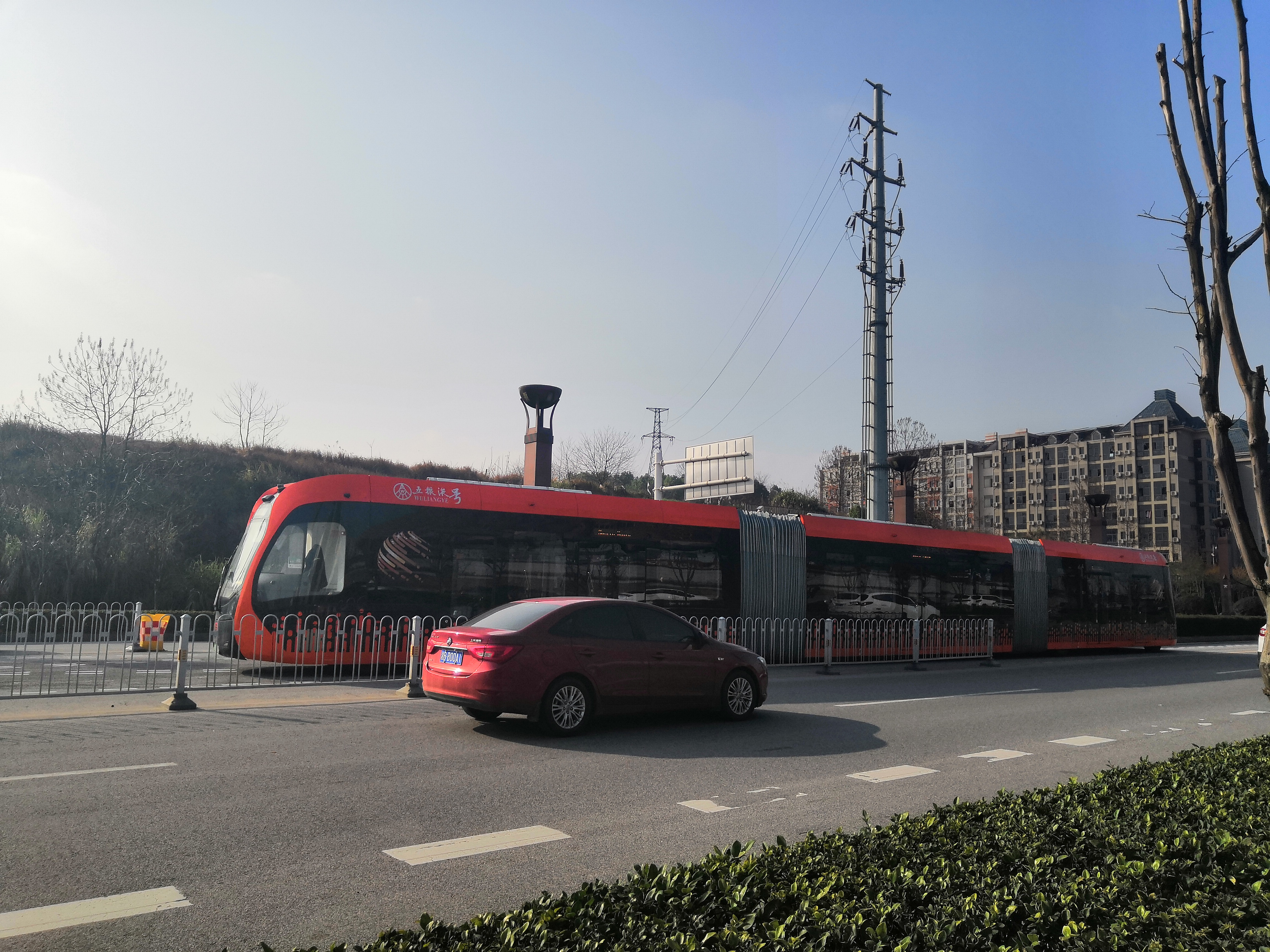
株洲市一列经过湖南工业大学外神农大剧院站的智轨
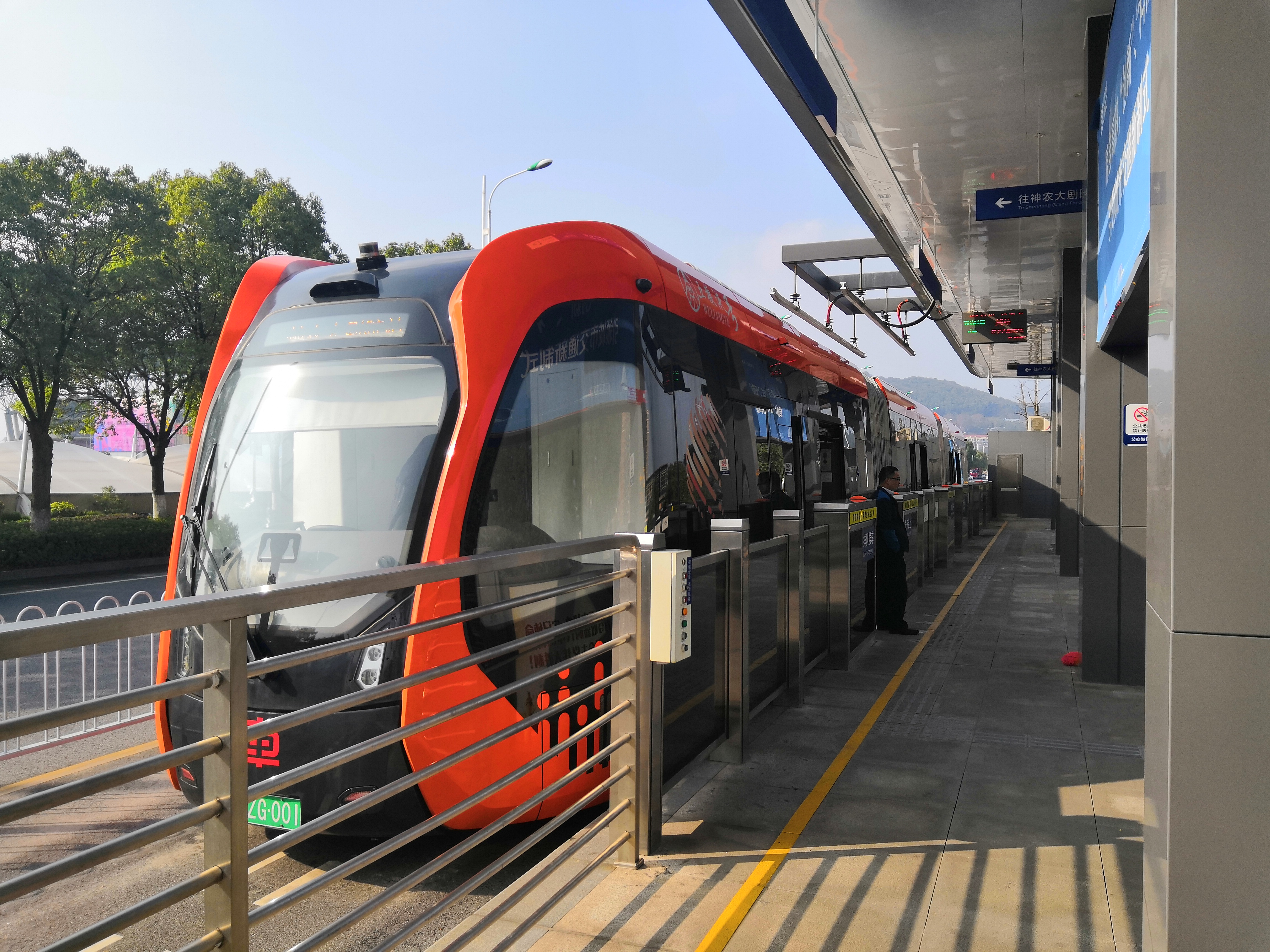
一列停靠在株洲智轨体育中心站的智轨
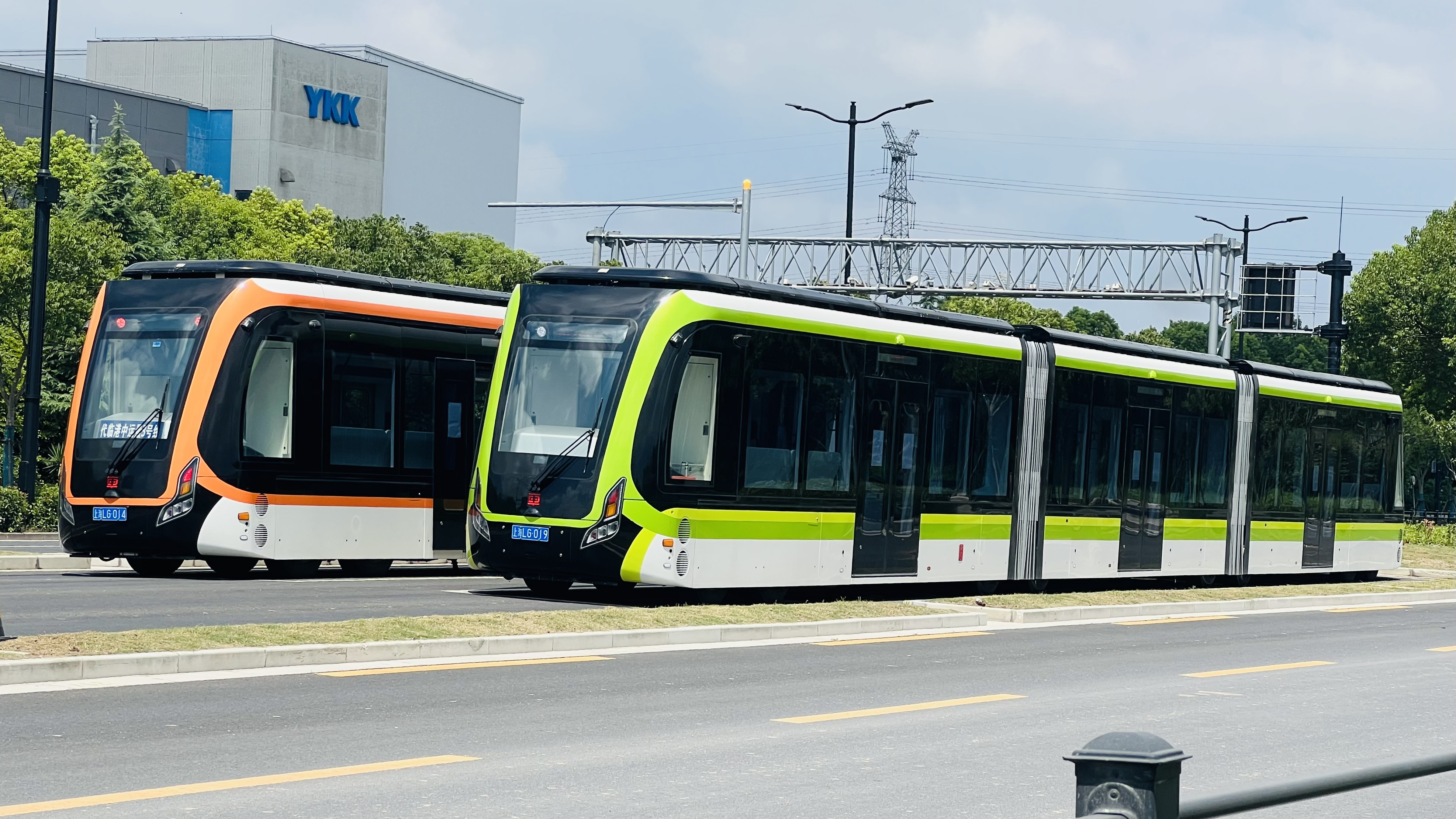
临港中运量的两列智轨列车
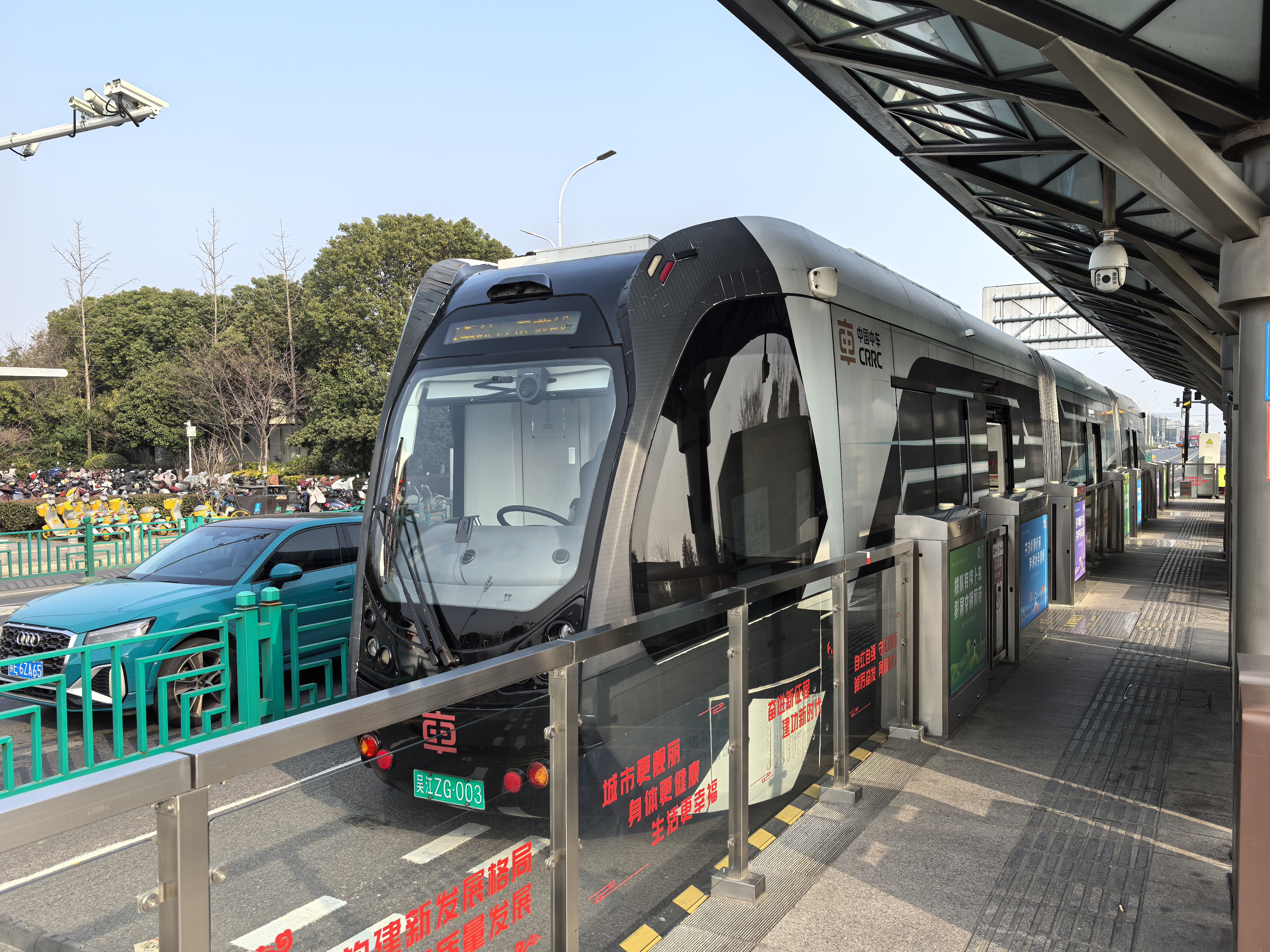
吴江捷运系统T1示范线使用的智轨列车停靠在同里站

### 投入运营中
- 中国大陆 
  - 湖南省株洲市：株洲智轨A1线、A2线
  - 湖南省湘潭市：湖南韶山景区（觀光用途）
  - 四川省宜宾市：宜宾智轨T1线、T2线和T4线
  - 江苏省苏州市：吴江捷运系统T1示范线
  - 陕西省西安市：西安昆明池智轨观光专线（純觀光用途）

### 试验运营中
- 马来西亚 
  - 布城：2024年2月1日起開放試營運[8]

- 阿联酋
  - 阿布扎比：阿联酋阿布扎比智轨新线路

- 土耳其
  - 伊斯坦布爾：现正于伊斯坦布尔METROBUS线欧洲侧线路段试跑[9]

### 建造中/擬建造
- 中国大陆 
  - 西藏自治區拉薩市：拉萨市智轨1号线（計劃中）

- 马来西亚 
  - 新山市：马来西亚第一条智轨,于2022年开始测试[10]
  - 古晋市：预计于2025年第四季启用[11]，是全球首列氢能源智轨电车
  - 民都鲁：预计2027年建成[12]

- 墨西哥
  - 蒙特雷：智轨技術將應用於蒙特雷地鐵五號線，預計2027年投運

### 初步計畫中
- 日本
  - 山梨縣：連接富士山山麓和吉田步道五合目，以氫氣作為電車能源[13][14]

### 終止營運/試營運
- 中国大陆 
  - 黑龙江省哈尔滨市：哈尔滨新区智轨1号线
  - 陕西省西安市：咸阳高新区A1线
  - 上海市：臨港新片區中运量系统（目前实际由常规公交运行）
- 澳大利亞 
  - 西澳珀斯：2023年曾在士嘉堡海灘路設示範線，並探討延伸至格蘭達洛火車站，智轨列車現已送返中國[15]

- 印尼 
  - 努山塔拉：2024年8月於新首都進行試驗，2024年10-11月試載客運營。[16]11月16日，印尼政府表示由於智轨無人駕駛系統仍需人工操作，而且智軌並無煞車系統，因此宣佈將暫停試驗智轨系統並把車輛交還中國。[17]

## 评价
- 全國廣播公司商業頻道（CNBC）的利亚姆·梅斯（Liam Mays）認為，每英里的智軌的造價為同長度傳統路面電車的20%，同時透過為車輛裝上穩定系統，令智軌比一般巴士更少顛簸。[3]
- 上海城市综合交通规划科技咨询有限公司副总工程师顾志兵认为，智轨系统的实质和快速公交几乎没有差别，实际运营中客流效益也不佳；此类制式创新意义不大，有舍本逐末之嫌。[18]